# جاناتان وودگیت
جاناتان وودگیت (به انگلیسی: Jonathan Woodgate) (زادهٔ ۲۲ ژانویه ۱۹۸۰) است. او در تیم لیدز یونایتد، نیوکاسل یونایتد، رئال مادرید و تاتنهام بازی کرده‌است و تاکنون ۸ بازی ملی هم برای تیم ملی فوتبال انگلستان انجام داده‌است.